# Le Don (téléfilm)
Pour plus de détails, voir Fiche technique et Distribution.
Le Don est un téléfilm français réalisé par David Delrieux, d’après un scénario de Marie Sauvanet et David Delrieux.

## Synopsis
Inspiré d’un fait divers réel, c’est l’histoire d’une femme campagnarde de la France profonde, qui se transforme en « Mère courage » et décide de se sacrifier pour sauver son fils unique...

## Fiche technique
- Scénario : Marie Sauvanet et David Delrieux
- Réalisateur : David Delrieux
- Musique : Charles Court
- Producteur : Stéphane Gueniche
- Genre : Drame
- Pays d'origine :  France
- Genre : Drame
- Durée : 1h30'
- Date de première diffusion : 1993

## Distribution
- Macha Méril : Margherita
- Dominique Guillo : Marc
- Sandrine Dumas : Isabelle
- Michel Fau
- Bernard Pinet
- Bruno Devoldère
- Philippe Girard
- Sandrine Caillaud : Mle Zoom